# Шкорпија (ТВ серија)
Шкорпија (енгл. Scorpion; стилизовано као </SCORPION>) америчка је акциона драмска телевизијска серија коју је створио Ник Сантора за Си-Би-Ес. Главну глумачку поставу серије, између осталих, чине Елијес Габел, Кетрин Макфи, Еди Кеј Томас и Џејдин Вонг. Делимично заснована на животу свог извршног продуцента и самопроглашеног рачунарског стручњака Волтера О'Брајена, серија се фокусира на О'Брајена и његове пријатеље који помажу у решавању сложених глобалних проблема и спашавању живота. Серија је премијерно приказана 22. септембра 2014. Си-Би-Ес је 27. октобра 2014. године наручио читаву прву сезону. У марту 2017. године Си-Би-Ес је обновио серију за четврту сезону, која је премијерно приказана 25. септембра 2017.
Шкорпија је током своје прве сезоне добила мешовите критике. Следеће сезоне постигле су повољнији пријем. Си-Би-Ес је 12. маја 2018. године отказао серију након четири сезоне.

## Радња
За Шкорпију се каже да је последња линија одбране од сложених, високотехнолошких претњи широм света. Користећи разноврстан скуп вештина и искуства, као што су кодирање, психологија и инжењеринг, они су у стању да реше ове ситуације. Тим се бави разним проблемима, од којих су многи изузетно компликовани. Иако их Министарство унутрашњих послова често позива у службу, они такође прихватају рад приватних појединаца и организација.
| Сезона | Сезона | Епизоде | Епизоде | Оригинално емитовање | Оригинално емитовање | Ранк | Прос. гледаност (у милионима) |
| Сезона | Сезона | Епизоде | Епизоде | Премијера            | Финале               | Ранк | Прос. гледаност (у милионима) |
| ------ | ------ | ------- | ------- | -------------------- | -------------------- | ---- | ----------------------------- |
|        | 1.     | 22      | 22      | 22. септембар 2014.  | 20. април 2015.      | 15   | 13.63                         |
|        | 2.     | 24      | 24      | 21. септембар 2015.  | 25. април 2016.      | 17   | 12.05                         |
|        | 3.     | 25      | 25      | 3. октобар 2016.     | 15. мај 2017.        | 22   | 10.65                         |
|        | 4.     | 22      | 22      | 25. септембар 2017.  | 16. април 2018.      | 43   | 8.38                          |

## Улоге и ликови
- Елијес Габел као Волтер О'Брајен, геније са коефицијентом интелигенције од 197; Волтер је као дете упао у НАСА-ин мејнфрејм, тражећи цртеже да постави на зид своје спаваће собе и зато је ухапшен.
- Кетрин Макфи као Пејџ Динин, која ради као менаџер тима и помаже им да схвате стварни свет, помажући им да комуницирају са људима које сретну. Заузврат, тим јој помаже да разуме свог генијалног сина, Ралфа.
- Еди Кеј Томас као Тобајас „Тоби” Мериведер Кертис, доктор медицине, психијатар са Харварда са коефицијентом интелигенције од 177; Тоби служи тиму као бихевиориста, „читајући“ људе са којима се тим сусреће. Његова зависност од коцкања повремено прави проблеме и тиму и њему.
- Џејдин Вонг као Хепи Квин, надарени инжењер машинства; Хепи је добила име по омиљеној песми њених родитеља R.E.M. - „Shiny Happy People”. Након што јој је мајка умрла у порођају, отац ју је напустио; њено искуство отежава интеракцију и однос са другима.
- Ари Стидем као Силвестер Дод, надарени математичар и статистичар; описан је као „људски калкулатор”. Он је веома осетљива особа и бори се са опсесивно-компулзивним поремећајем и анксиозношћу, а између осталог гаји и страх од микроба, ваздушног превоза, чамаца и отворене воде.
- Роберт Патрик као агент Кејб Гало, бивши маринац и агент FBI-а, пре него што се придружио Министарству унутрашње безбедности; Гало у почетку регрутира тим да реши озбиљан проблем контроле ваздушног саобраћаја; након тога тражио је од њих да постану тим који ће се бавити тешким мисијама за које влада нема ни људе ни технолошке снаге.
- Рајли Б. Смит као Ралф Динин, Пејџин син; за њега се у почетку верује да је проблематично дете, све до сусрета и интеракције са Волтером, који каже Пејџ да је он заправо геније. Добро сарађује са тимом, а понекад помаже и у случајевима.